# Dariusz Acosta Zurita
Dariusz Acosta Zurita, hiszp. Ángel Darío Acosta Zurita (ur. 14 grudnia 1908 w Naolinco w diecezji Veracruz, zm. 25 lipca 1931 w Veracruz) – meksykański ksiądz, błogosławiony Kościoła rzymskokatolickiego.
Wychował się w religijnej rodzinie. Wcześnie stracił ojca i czterech braci, odtąd był wychowywany przez matkę. Wstąpił do seminarium i otrzymał święcenia kapłańskie. Był prezbiterem i wikariuszem w parafii Wniebowzięcia NMP w Veracruz.
Podczas prześladowań antykatolickich został zastrzelony w kościele 25 lipca 1931 roku.
Beatyfikował go papież Benedykt XVI 20 listopada 2005 roku w grupie trzynastu męczenników meksykańskich.